# Marquette (Iowa)
Marquette – miasto w Stanach Zjednoczonych, w stanie Iowa, w hrabstwie Clayton. W 2000 liczyło 421 mieszkańców.